# 矢絣

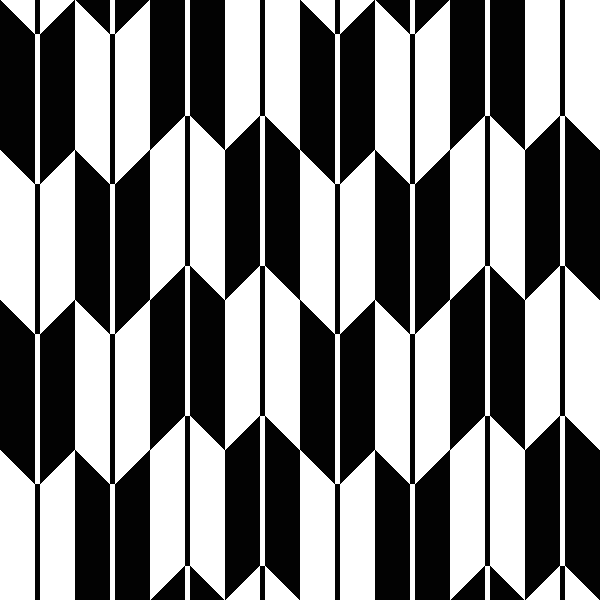
箭羽纹圖案

矢絣（日文：やがすり），是日本的一種和風紋樣，将弓箭後半部的羽毛作為图案，呈現規則性的排列，屬於“絣紋”的一大分支。

## 別稱
矢絣的別稱較多，在日文中可以稱作矢羽根、矢筈、矢飛白、羽根模樣和齒筈；在中文中又可以稱作箭羽纹、排箭紋、弓箭尾或小弓袍。

## 特徵
矢絣脫胎於日本的棋盤紋“市松模樣”，只是把原本的方格替換成了更加有層次感的箭尾羽毛，常被用在和服和千紙鶴上，一開始以黑白為主，但現代日本以紫白、紅白、為主，特别是紫色的箭羽纹和服常常作为侍女的服装出现在时代剧和歌舞伎表演中。
「矢絣纹」在日本的使用历史相当悠久，原本是指箭羽图案的「飞白花纹（絣）」。矢絣在豎條的紡織線之間有一個帶有方格圖案，穿著這種矢絣的人可以在鈴木春信和北川歌麾等錦繪（彩色木版畫）中看到。 此外，據說這種圖案在江戶時代後期發生了變化，成為了八笠圖案。 
江户时代，民间有「女子出嫁时带上箭羽纹的和服，将来就不会因变故（如离婚、丈夫早逝）而重回娘家。（取弓箭一射不复返之喻）」的说法，因而成为了一种吉祥花纹。从此，箭羽图案也开始被用于碎花和服（小紋）上。后来，凡箭羽图案的花纹都被人们称作「矢絣」。包括這種八笠花紋在內的條紋縐紗被武士家的女僕使用，在京都西陣製作，條紋縐紗染成紫色或海軍藍。 在西陣，這個作法是用一種叫做“梯子”的工具用經線編織而成的。在《森定手稿》中有所記載。
明治、大正时期，矢絣的御招绉绸（お召）上衣与绛紫色（海老茶色）的袴裙的搭配在女学生中大为流行，身着这样服装的女生被人们称作「绛紫式部（海老茶式部）」
矢絣用在和服上时，多采用「两列箭纹为一组，邻组之间箭头朝向相反」的形式。